# James Cullen (botaniste)
Pour les articles homonymes, voir Cullen.
James Cullen (Liverpool, 1936 - Cambridge, 18 mai 2013) est un botaniste et auteur taxonomique britannique, en particulier dans le domaine des espèces de plantes horticoles.

## Biographie
Né à Liverpool en 1936, où il étudie la botanique à l'université locale, il est diplômé avec mention grâce à une thèse sur la taxonomie du genre Papaver. Après avoir terminé un doctorat sur le genre Anthyllis, en 1961, il se fixe à l'Université d'Édimbourg, où il commence à travailler comme premier assistant de Peter Hadland Davis sur le projet Flora of Turkey, financé par le Science Research Council et basé au Jardin botanique Royal d'Édimbourg ; au cours des cinq années où il est impliqué dans le projet, il est l'auteur taxinomique de plusieurs plantes (par exemple Abies cilicica isaurica, avec Mark Coode)et d'autres ont publié les descriptions d'autres auteurs. En 1966, il retourne à Liverpool en tant que directeur adjoint des jardins botaniques Ness Comté de Cheshire, développant les collections de plantes vivantes, ainsi que celles de spécimens de plantes cultivées, transférées plus tard à l'herbier de l'Université de Liverpool.
En 1971, il retourne à Edimbourg pour occuper le poste de directeur adjoint du Royal Botanical Garden, aidant à développer les programmes scientifiques qui s'y trouvaient ; en parallèle, il se consacre à ses études taxonomiques sur les Ericacées, publiant une révision du genre Rhododendron qui a été bien accueillie par les botanistes et les horticulteurs et qui a eu des implications pratiques dans une réorganisation des espèces du genre, cultivées dans le jardin. Dans cette période de la fin des années 1970, il a également été un pionnier dans l'utilisation de l'ordinateur pour la classification numérique de la collection d'espèces végétales vivantes, créant des normes qui ont ensuite été adoptées par d'autres jardins botaniques du monde entier. Un autre projet important a été développé en collaboration avec le directeur du Jardin botanique de l'Université de Cambridge, Max Walters, aboutissant à un ouvrage monumental appelé "European garden Flora", publié en 6 volumes entre 1984 et 2000 et contenant 16 000 cartes d'entités végétales cultivables dans les jardins, d'une grande valeur pour le monde de l'horticulture ; Cullen était son co-auteur et co-éditeur.
En 1989, à la suite du décès de Sir George Taylor, ancien directeur du Royal Botanical Garden et directeur du Stanley Smith Horticultural Trust, il quitte Édimbourg pour prendre sa place ; à ce poste, il a travaillé pour soutenir et coordonner des projets scientifiques dans le domaine de l'horticulture, travail pour lequel il a reçu la médaille commémorative Veitch de la Royal Horticultural Society, une distinction annuelle pour ceux de toute nationalité qui ont apporté une contribution exceptionnelle l'avancement et l'amélioration de la science et de la pratique horticoles. Ces dernières années, passé à Cambridge, il a été président des Amis du Jardin botanique de l'Université de Cambridge de 1992 à 1996, puis président du Groupe Cambridgeshire du patrimoine végétal 
,.

## Principaux travaux
- (en) The Orchid Book. — New York, Cambridge, 1992. — 529 p. —  (ISBN 0-5214-1856-9).
- (en) The identification of flowering plant families.

First edition : Oliver & Boyd, 1965
Second edition : Cambridge University Press, 1979. Reprinted 1980
Third edition : Cambridge University Press, 1989. Reprinted 1990, 1994, 1999, 2000
Fourth edition : Cambridge University Press, 1997, 216 p. (258 families)  (ISBN 978-0-5215-8550-7)
- (en) Handbook of North European Garden Plants. — Cambridge, 2001. — 640 p. —  (ISBN 0-5216-5183-2).
- (en) Hardy Rhododendron Species. — Portland, 2005. — 496 p. —  (ISBN 0-8819-2723-6).
- (en) Practical Plant Identification: Including a Key to Native and Cultivated Flowering Plants Families in North Temperate Regions. Cambridge University Press, 2006, 370 p. (318 families)  (ISBN 978-0-5216-7877-3) et  (ISBN 978-0-5218-6152-6). On line publication : December 2009,  (ISBN 978-0-5116-1798-0)